# Miklós Mészöly

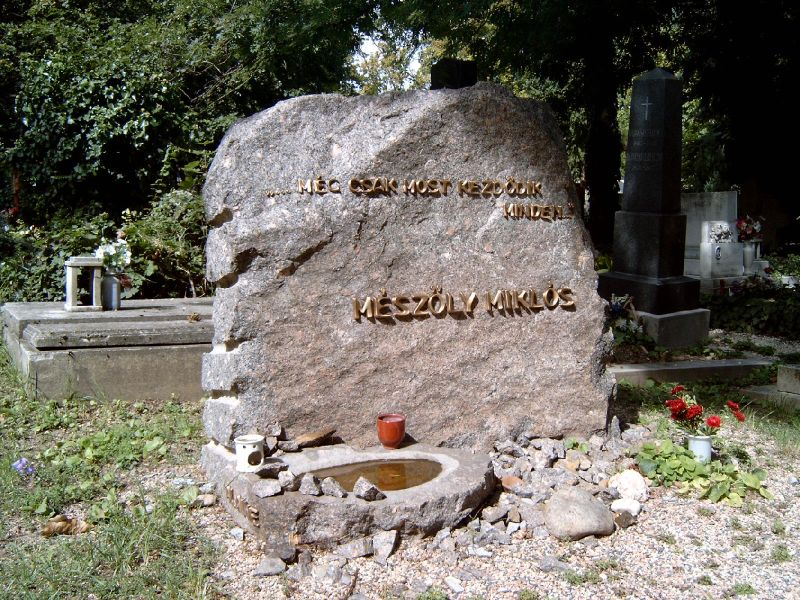
Grób Mészölya

Miklós Mészöly (ur. 19 stycznia 1921 w Szekszárdzie, zm. 22 lipca 2001 w Budapeszcie) – węgierski pisarz, eseista, autor sztuk teatralnych i utworów dla dzieci.

## Życiorys
W 1942 r. ukończył studia na wydziale prawa w Budapeszcie. W latach 1943–1944 służył w wojsku, po wojnie pracował w redakcji gazety w swoim rodzinnym mieście, pisał teksty do przedstawień kukiełkowych. Jest uważany za jednego z najważniejszych eksperymentatorów i innowatorów węgierskiej literatury drugiej połowy XX wieku. Bohaterem i narratorem jego bodaj najbardziej cenionego utworu, krótkiej powieści Saul z Tarsu, jest Święty Paweł. O dwa lata wcześniejsza książka, Śmierć rekordzisty, stanowi próbę ukazania skomplikowanych relacji uczuciowych panujących w grupie młodych ludzi, wkraczających w dorosłość podczas wojny, a następnie „rzuconych” w komunistyczną rzeczywistość.

## Polskie przekłady
- 1960: Czarny bocian (Fekete gólya)
- 1966: Śmierć rekordzisty (Az atléta halála)
- 1968: Saul z Tarsu (Saulus)